# História da Índia

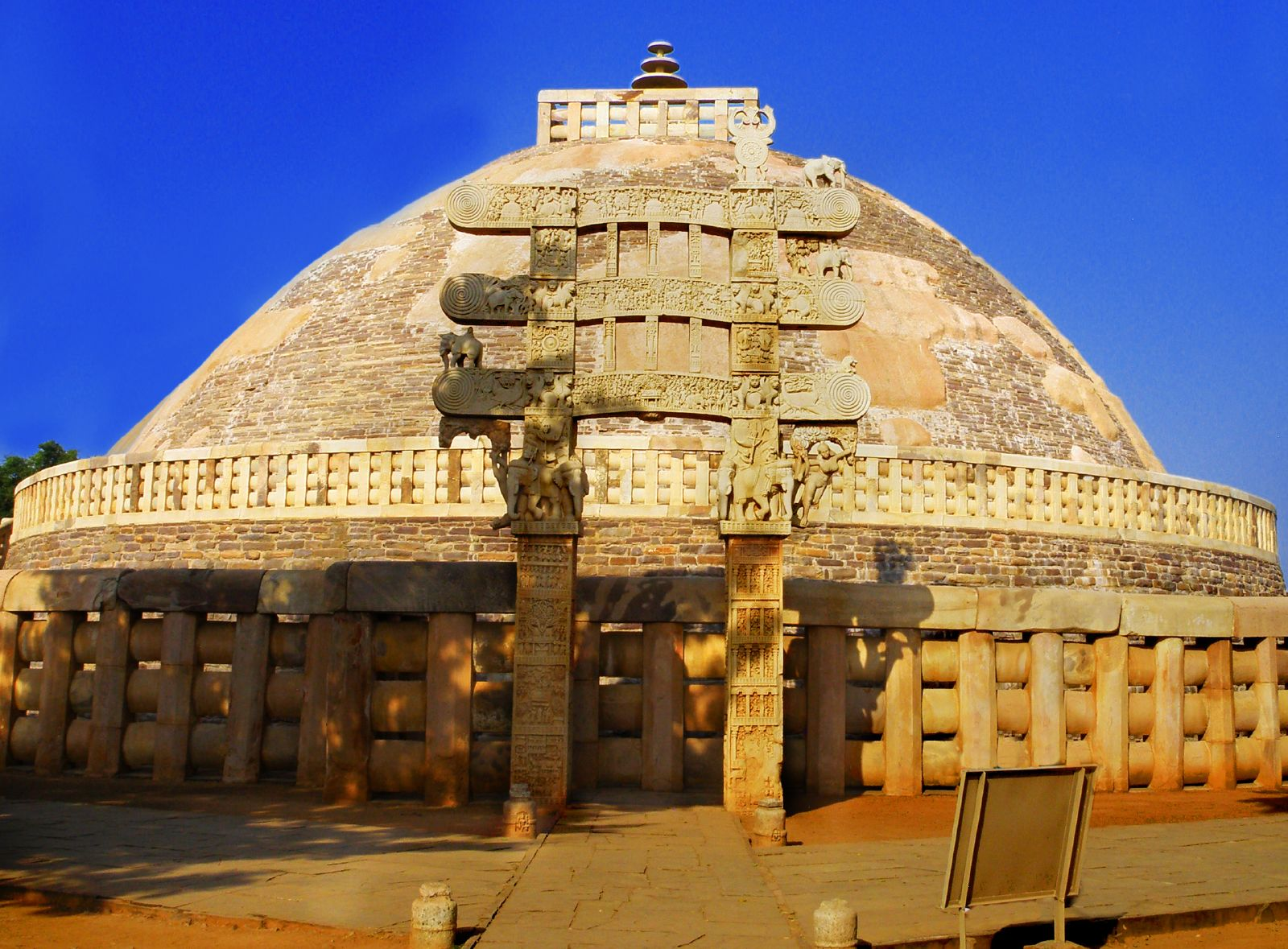
Grande estupa de Sanchi, onde repousam as relíquias de Buda Gautama. Construída por Açoca, o Grande do Império Máuria no século III a.C., a sua ampliação e balaustrada datam do período Sunga e a torana do período Satavana.

A história da Índia tem início, com o registro arqueológico, da presença do Homo sapiens há cerca de 34 000 anos. Uma civilização da Idade do Bronze emergiu em época aproximadamente contemporânea às civilizações do Oriente Médio. Como regra, a história da Índia abrange todo o subcontinente indiano, correspondente às atuais República da Índia, Paquistão, Bangladesh, Sri Lanka, Nepal e Butão.
A civilização do Vale do Indo surgiu no século XXXII a.C. e atingiu a maturidade a partir do século XXV a.C. Seguiu-se-lhe a civilização védica. A origem dos indo-arianos é um ponto de relativa controvérsia. A maioria dos estudiosos acredita em algum tipo de hipótese de migração indo-ariana, segundo a qual os arianos, um povo semi-nômade possivelmente da Ásia Central ou do norte do Irã, teriam migrado para o noroeste do subcontinente entre 2 000 e 1 500 a.C.. A natureza de tal migração, o local de origem, e até mesmo a própria existência dos arianos como povo distinto, são fortemente discutidos. Até há algumas décadas, havia quase unanimidade sobre a ocorrência de uma invasão ariana que teria ocorrido aproximadamente 1 500 a.C. e que teria destruído a civilização do Vale do Indo, mas achados arqueológicos e geológicos recentes levaram a questionar essa teoria.
Os autores que aceitam a hipótese da invasão ou migração ariana consideram que a fusão da cultura védica com as culturas dravídicas que lhe eram anteriores (presumivelmente os descendentes da civilização do Vale do Indo) aparentemente resultou na cultura indiana clássica, embora os detalhes específicos do processo são controversos. Alguns entendem, por outro lado, que a civilização do Vale do Indo era essencialmente védica e que se teria espalhado para partes da Europa entre o sexto e o segundo milênio a.C..
Às incursões por exércitos árabes e centro-asiáticos nos séculos VIII e XIII seguiram-se as de comerciantes da Europa, a partir do final do século XV. A Companhia Inglesa das Índias Orientais foi fundada em 1600 e iniciou, desde 1757, a colonização de partes da Índia. Na altura de 1858, após derrotar uma confederação sique no Panjabe em 1849, a coroa britânica assumira o controle político de virtualmente todo o subcontinente. Tropas indianas no exército britânico desempenharam um papel vital em ambas as guerras mundiais. A resistência não-violenta ao colonialismo britânico, chefiada por Mahatma Gandhi, Vallabhbhai Patel e Jawaharlal Nehru, levou à independência frente ao Reino Unido em 1947. O subcontinente foi partilhado entre a República da Índia, secular e democrática, e a República Islâmica do Paquistão. Como resultado de uma guerra entre aqueles dois países em 1971, o Paquistão Oriental tornou-se o Estado independente de Bangladexe. No século XXI, a Índia tem obtido ganhos expressivos em investimento e produção econômicos, constituindo-se na maior democracia do mundo, com uma população de mais de 1000 milhão de pessoas, e na quarta maior economia do planeta (critério PPP).
Fora do sul da Ásia, a história, a cultura e a política da Índia frequentemente se sobrepõem aos países vizinhos. A cultura, economia e política indianas exerceram influência ao longo de milênios na história e na cultura de países no sudeste asiático, no leste e no centro da Ásia, como Indonésia, Camboja, Tailândia, China, Afeganistão, Mianmar, Laos, Tajiquistão, Irã e Turquemenistão. Após incursões árabes na Índia no início do segundo milênio, missões semelhantes em busca da lendária riqueza indiana influenciaram fortemente a história da Europa medieval, a partir da chegada de Vasco da Gama. Cristóvão Colombo descobriu a América quando procurava uma nova rota para a Índia, e o Império Britânico obteve grande parte de seus recursos após a incorporação da Índia (a "Joia da Coroa") do final do século XVIII até 1947.
Para a história da Índia após a independência em 1947, ver História da República da Índia.

## Idade da Pedra
A cultura da Idade da Pedra no subcontinente indiano coincidiu com o início da colonização pelo homem e progrediu para a agricultura e o desenvolvimento de ferramentas derivadas de objetos naturais ou criados a partir de matérias-primas. A comunidade Mergar constitui-se no estágio preliminar da agricultura no subcontinente e levou ao surgimento da civilização do Vale do Indo, pertencente à Idade do Bronze.

### Paleolítico
Estima-se que a expansão de hominídeos da África tenha chegado ao subcontinente indiano aproximadamente há dois milhões de anos, e possivelmente já em 2,2 milhões de anos antes do presente. Esta datação é baseada na presença conhecida do Homo erectus na Indonésia por 1,8 milhões de anos antes do presente, e no leste asiático em 1,36 milhões de anos antes do presente, bem como a descoberta de ferramentas de pedra feitas por proto-humanos no vale do rio Soan, em Riwat e nas colinas de Pabbi, todos no atual Paquistão. Embora algumas descobertas mais antigas tenham sido reivindicadas, as datas sugeridas, baseadas na datação de sedimentos fluviais, não foram verificadas independentemente.
O mais antigo fóssil hominino  encontrado no subcontinente indiano, são os do Homo erectus ou Homo heidelbergensis, do Vale Narmada, no centro da Índia, e são datados de aproximadamente há meio milhão de anos. Descobertas de fósseis mais antigos foram reivindicadas, mas são consideradas não confiáveis. Revisões de evidências arqueológicas sugeriram que a ocupação do subcontinente indiano por homininos era esporádica até há aproximadamente 700.000 anos, e foi geograficamente difundida por aproximadamente 250.000 anos antes do presente, a partir da qual evidências arqueológicas de presença proto-humana são amplamente apontadas.
Evidências arqueológicas têm sido interpretadas para sugerir a presença de humanos anatomicamente modernos no subcontinente indiano há 78 000-74 000 anos, embora essa interpretação seja contestada.

### Neolítico
A colonização mais extensa do subcontinente indiano ocorreu no período neolítico, após o final da última Idade do Gelo, aproximadamente há 12 000 anos. Os primeiros assentamentos semipermanentes confirmados surgiram há 9.000 anos nos abrigos rochosos de Bhimbetka, no moderno Madia Pradexe, na Índia. As Cavernas Edakkal possui escritos pictóricos do homem neolítico que se acredita datar de pelo menos 6.000 aC, indicando a presença de uma civilização pré-histórica ou assentamento em Kerala.
As culturas agrícolas neolíticas surgiram na região do Vale do Indo por volta de 5000 a.C, no vale Gangético inferior por volta de 3000 a.C., representado pelas descobertas de Bhirrana (7570–6200 a.C.) em Haryana, Índia, descobertas de Lahuradewa (7000 a.C.) em Utar Pradexe, Índia e as descobertas de Mehrgarh (7000–5000 a.C.) no Baluchistão, Paquistão; e mais tarde no sul da Índia, espalhando-se para o sul e também para o norte até Malwa por volta de 1800 a.C.. A primeira civilização urbana da região começou com a Civilização do Vale do Indo.

## Idade do Bronze
As civilizações da Idade do Bronze no sub-continente indiano lançaram as bases da moderna cultura indiana, inclusive o surgimento de assentamentos urbanos e o desenvolvimento das crenças védicas que formam o núcleo do hinduísmo.

### Civilização do Vale do Indo

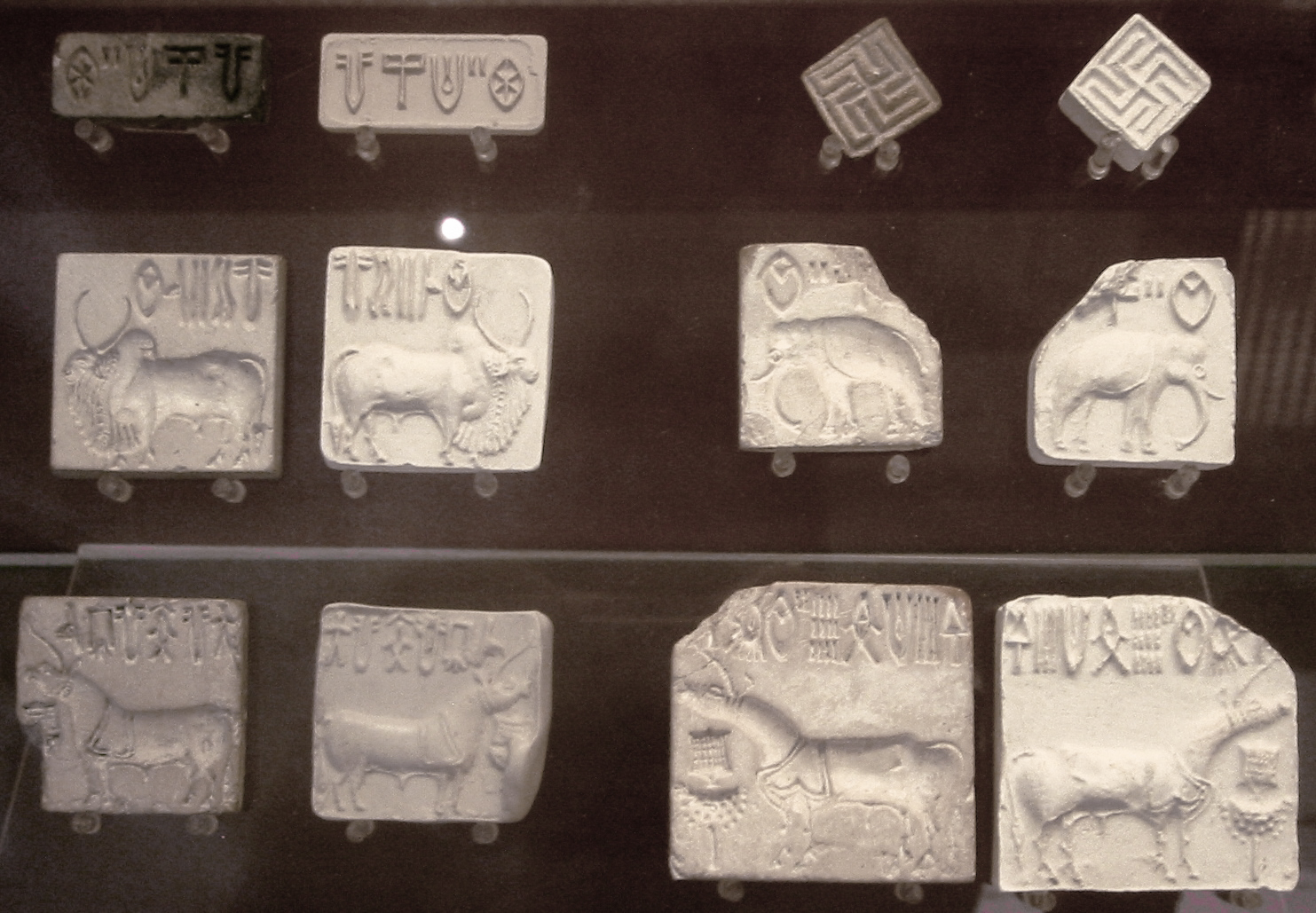
Selos com a escrita índica.

A irrigação do Vale do Indo, que fornecia recursos suficientes para sustentar grandes centros urbanos como Harapa e Moenjodaro em cerca de 2 500 a.C., marcou o início da civilização de Harapa. Aquele período testemunhou o nascimento da primeira sociedade urbana na Índia, conhecida como a civilização do Vale do Indo (ou civilização de Harapa), que floresceu entre 2500 a.C. e 1900 a.C., e que se concentrava em volta do rio Indo e seus tributários, estendendo-se ao doab rio Ganges-rio Jamuna, ao Guzarate e ao norte do atual Afeganistão.
Esta civilização caracterizava-se por suas cidades construídas com tijolos, por sistemas de águas pluviais e por casas com vários andares. Quando comparada a civilizações contemporâneas como o Egito e a Suméria, a cultura do Indo dispunha de técnicas de planejamento urbano singulares, cobria uma área geográfica mais extensa e pode ter formado um Estado unificado, como sugere a extraordinária uniformidade de seus sistemas de medida. As referências históricas mais antigas à Índia talvez sejam as relativas a "Meluhha", em registros sumérios, que poderia ser a civilização do Vale do Indo.
As ruínas de Moenjodaro constituíam o centro daquela antiga sociedade. Os assentamentos da civilização do Indo disseminaram-se até as modernas Bombaim, ao sul, Déli, a leste, e a fronteira iraniana, a oeste, limitando com os Himalaias a norte. Os principais centros urbanos eram Harapa e Moenjodaro, bem como Dolavira, Ganweriwala, Lotal, Kalibanga e Rakhigarhi. No seu zênite, como creem alguns arqueólogos, a civilização do Indo talvez contivesse uma população de mais de cinco milhões de habitantes. Até o presente, mais de 2500 antigas cidades e assentamentos foram identificados, em geral na região a leste do rio Indo no atual Paquistão. Alguns acreditam que perturbações geológicas e mudanças climáticas, responsáveis por um desmatamento gradual, teriam contribuído para a queda daquela civilização. Em meados do II milênio a.C., a região da bacia do rio Indo, que inclui cerca de dois-terços dos sítios atualmente conhecidos, secou, levando a população a abandonar os assentamentos.

### Civilização védica
A civilização védica é a cultura indo-ariana associada com o povo que compôs os Vedas no subcontinente indiano. Incluía o atual Panjabe, na Índia e Paquistão, e a maior parte da Índia setentrional. A relação exata entre a gênese desta civilização e a cultura do Vale do Indo, por um lado, e uma possível imigração indo-ariana, por outro, é motivo de controvérsia.
A maioria dos estudiosos entende que esta civilização floresceu entre os II e I milênio a.C. O uso do sânscrito védico continuou até o século VI a.C., quando a cultura começou a transformar-se nas formas clássicas do hinduísmo. Esta fase da história da Índia é conhecida como o período védico ou era védica. Sua fase primitiva testemunhou a formação de diversos reinos da Índia antiga; em sua fase tardia (a partir de cerca de 700 a.C.), surgiram os Mahajanapadas, dezesseis grandes reinos no norte e no noroeste da Índia. Seguiram-se-lhe a idade de ouro do hinduísmo e da literatura em sânscrito clássico, o Império Máuria (a partir de cerca de 320 a.C.) e os reinos médios da Índia (a partir do século II a.C.).
Ademais dos principais textos do hinduísmo (os Vedas), os grandes épicos indianos (Ramáiana e Maabárata), inclusive as famosas histórias de Rama e Críxena, teriam sua origem neste período, a partir de uma tradição oral. O Bhagavad Gita, outro bem-conhecido texto primário do hinduísmo, está contido no Maabárata.

## Os 16 Mahajanapadas da Idade do Ferro

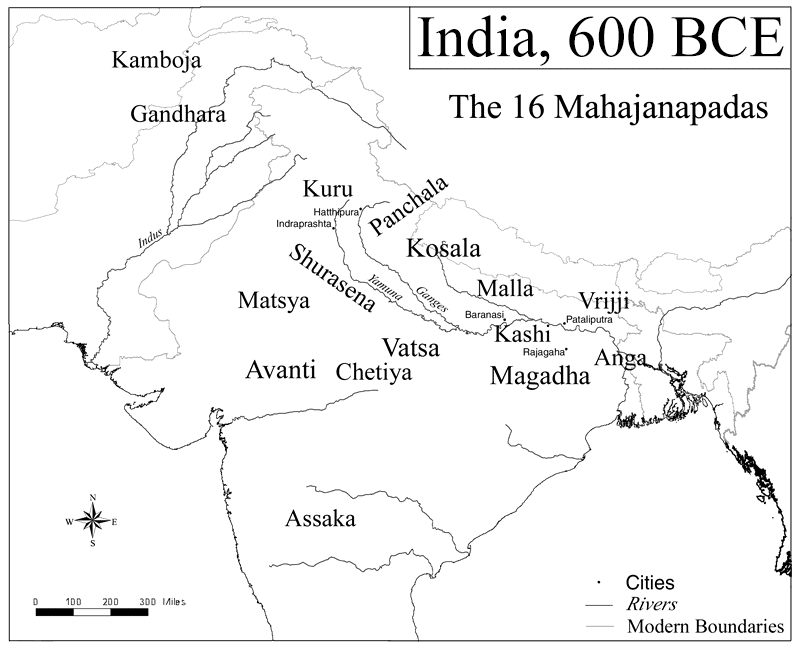
Os dezesseis Mahajanapadas da Idade do Ferro no subcontinente indiano, estendendo-se principalmente ao longo da planície gangética.

Durante a Idade do Ferro, que começou na Índia em torno de 1 000 a.C., diversos pequenos reinos e cidades-Estado cobriram o subcontinente, muitos mencionados na literatura védica a partir de 1 000 a.C. Em torno de 500 a.C., dezesseis monarquias e "repúblicas", conhecidas como Mahajanapadas, estendiam-se através das planícies indo-gangéticas, desde o que é hoje o Afeganistão até Bangladexe: Kasi, Côssala, Anga, Mágada, Vajji (ou Vriji), Malla, Chedi, Vatsa (ou Vamsa), Kuru, Panchala, Machcha (ou Matsya), Surasena, Assaka, Avanti, Gandara e Kamboja. Os maiores dentre aqueles países eram Mágada, Côssala, Kuru e Gandara. A língua culta daquele período era o sânscrito, enquanto que os dialetos da população em geral do norte da Índia eram conhecidos como prácritos.
Os rituais hindus da época eram complicados e conduzidos pela classe sacerdotal. Os Upanixades, textos védicos tardios que lidavam principalmente com filosofia, teriam sido compostos no início daquele período e seriam portanto contemporâneos ao desenvolvimento do budismo e do jainismo, o que indicaria uma idade do ouro filosófica naquele momento, semelhante ao que ocorreu na Grécia antiga. Em 537 a.C., Gautama Buda atingiu a iluminação e fundou o budismo, inicialmente visto como um complemento ao darma védico. No mesmo período, em meados do século VI a.C., Mahavira fundou o jainismo. Ambas as religiões tinham uma doutrina simples e eram pregadas em prácrito, o que ajudava a disseminá-las entre as massas. Embora o impacto geográfico do jainismo tenha sido limitado, freiras e monges budistas levaram os ensinamentos de Buda à Ásia Central e Oriental, Tibete, Sri Lanca e Sudeste asiático.
Os Mahajanapadas eram, grosso modo, o equivalente às cidades-Estado gregas do mesmo período no Mediterrâneo, e produziam uma filosofia que viria a formar a base de grande parte das crenças do mundo oriental, da mesma maneira que a Grécia antiga produziria uma filosofia que embasaria grande parte das crenças do mundo ocidental. O período encerrou-se com as invasões persa e grega e a ascensão subsequente de um único império indiano a partir do Reino de Mágada.

## Índia Antiga (pré-Império Máuria)

### Império de Mágada
Originalmente, Mágada era um dos dezesseis Mahajanapadas indo-arianos da Índia Antiga. O reino emergiu como uma grande potência após subjugar dois Estados vizinhos, e era dono de um exército incomparável na região.
O antigo reino de Mágada é mencionado no Ramayana, Mahabharata, nos Puranas, e muito mencionado nos textos budistas e jainistas. A primeira referência aos Mágada ocorre no Atharva-Veda onde eles são encontrados ao lado dos angas, gandaris e dos mujavats como um povo desprezado. Duas das maiores religiões da Índia tiveram origem em Mágada; Gautama Buda no século VI a.C. ou no V foi o fundador do Budismo, que mais tarde se espalhou para a Ásia Oriental e Sudeste Asiático, enquanto Mahavira fundou o Jainismo. Dois dos maiores impérios da Índia,  Império Máuria e o Império Gupta, entre outros, tiveram origem em Mágada. O reino Mágada incluía comunidades republicanas tais como Rajakumara. Os aldeões tinham as suas próprias assembleias dirigidas pelos seus chefes locais, chamados Gramakas. A sua administração era dividida em funções executivas, judiciais e militares.
Em 326 a.C., o exército de Alexandre, o Grande, aproximou-se das fronteiras do Império de Mágada. As tropas, exaustas e receosas de enfrentar mais um gigantesco exército indiano no rio Ganges, amotinaram-se no rio Hifasis e recusaram-se a prosseguir em direção a leste. Naquelas condições, Alexandre decidiu avançar na direção sul, seguindo o Indo até o Oceano.

#### Primeiras dinastias de Mágada
Entre os dezesseis Mahajanapadas, o reino de Mágada ganhou a proeminência sob o reinado de várias dinastias, cujo pico de poder foi durante o reinado de Asoka Máuria, um dos mais legendários e famosos imperadores da Índia. O reino de Mágada emergiu como uma grande potência a seguir a subjugação dos seus vizinhos, e possuía um poder militar sem paralelo.

##### Dinastia de Briadrata
De acordo com os Puranas, o Império Mágada foi estabelecido pela dinastia de Briadrata, que foi a sexta na linha do imperador Kuru da dinastia Bharata através dos seu filho mais velho Sudhanush. O primeiro imperador proeminente do ramo Mágada dos Bharathas foi o Imperador Briadrata. O seu filho Jarasanda figura nas lendas populares e teria sido morto por Bhima segundo o Mahabharatha.O Vayu Purana menciona que os Briadratas governaram por mil anos.

##### Dinastia de Pradiota
Os Briadratas foram sucedidos pelos Pradiotas que de acordo com o Vayu Purana governaram por 138 anos. Uma das tradições dos Pradiota era de que o filho devia matar o seu pai para se tornar o seu sucessor. Durante esta época, é relatado que ocorreram grandes crimes em Mágada.

##### Dinastia de Xixunaga
De acordo com a tradição, a dinastia de Xixunaga governou o Império de Mágada a partir de 684 a.C. Sua capital era Rajagria, mais tarde transferida para Pataliputra, perto da atual Patna. Esta dinastia durou até 424 a.C., quando foi derrotada pelo Império Nanda.

### Invasões persa e grega
Na altura do século V a.C., o norte do subcontinente indiano foi invadido pelo Império Aquemênida e, no final do século IV a.C., pelos gregos do exército de Alexandre, o Grande. Ambos os eventos repercutiram fortemente na civilização indiana, pois os sistemas políticos dos persas viriam a influenciar a filosofia política indiana, inclusive a administração do Império Máuria, e formou-se um cadinho das culturas indiana, persa, centro-asiática e grega no que é hoje o Afeganistão, de modo a produzir uma singular cultura híbrida.

#### Império Aquemênida
Grande parte do noroeste do subcontinente indiano (atualmente o leste do Afeganistão e quase todo o Paquistão) foi governada pelo Império Aquemênida a partir de cerca de 520 a.C. (durante o reinado de Dario, o Grande) até a sua conquista por Alexandre, o Grande. Os aquemênidas, cujo controle sobre a região durou 186 anos, usavam a escrita aramaica para a língua persa. Com o fim da dinastia, a escrita grega passou a ser mais comum.

#### O império de Alexandre
A interação entre a Grécia helenística e o budismo teve início com a conquista da Ásia Menor e do Império Aquemênida por Alexandre, o Grande. Em seu avanço, o monarca macedônio atingiu as fronteiras noroeste do subcontinente indiano em 328 a.C. Ali, derrotou o Rei Poro na batalha de Hidaspes (próximo à atual Jhelum, Paquistão) e apoderou-se da maior parte do atual Panjabe. Entretanto, as tropas de Alexandre recusaram-se a prosseguir além do Hifasis (rio Beas), próximo à atual Jalandhar, Índia. O monarca atravessou então o curso d´água e mandou erguer altares para marcar o extremo oriental de seu império.

#### Império Nanda
O Império Nanda foi um antigo estado indiano efémero, mas poderoso e extenso, governado pela dinastia homônima, com origem em Mágada, que existiu entre 345 a.C. e 321 a.C.. Na sua maior extensão os seus territórios estendiam-se desde a região do Panjabe, a ocidente, até Bengala, a oriente, ocupando toda a planície indo-gangética. Na parte central do subcontinente indiano, estendia-se até à cordilheira de Víndia.
A dinastia Nanda foi fundada por Maapadema Nanda, um filho ilegítimo do rei Maanandim, o último da dinastia de Xixunaga de Mágada. Alguns autores aceitam que Maapadema teria sido filho de uma mãe sudra e alguns acreditam até que nem mesmo seu pai teria pertencido à realeza, enquanto outros dizem que estas alegações não são mais que a difamações dos xátrias posteriores. De qualquer forma é certo que esta dinastia foi a primeira de origem não xátria no norte da Índia.
Os historiadores modernos geralmente identificam o governante dos Gangaridai e os Prasii mencionados em antigos relatos greco-romanos como um rei Nanda. Os cronistas de Alexandre, o Grande, que invadiram o noroeste da Índia durante o período 327-325 a.C, caracterizam esse rei como um governante militarmente poderoso e próspero. A perspectiva de uma guerra contra este rei levou a um motim entre os soldados de Alexandre, que teve que se retirar da Índia sem travar uma guerra contra ele.
Os Nandas se basearam nos sucessos de seus antecessores Xixunaga e instituíram uma administração mais centralizada. Fontes antigas os credenciam com a acumulação de grande riqueza, que provavelmente foi resultado da introdução de nova moeda e sistema de tributação. Textos antigos também sugerem que os Nandas eram impopulares entre seus súditos por causa de seu baixo status de nascimento, sua taxação excessiva e sua má conduta geral. O último rei Nanda, Dana Nanda, mencionado nas fontes gregas com o nome de Agrames ou Xandrames, foi derrubado por Chandragupta Máuria, o fundador do Império Máuria. Plutarco nos relata que este rei era extremamente cruel e perverso com o seu povo, que teria sido este o fator que possibilitou sua derrota pelo imperador maúria Chandragupta.

## Era Clássica

### Império Máuria
O Império Máuria (322–185 a.C) unificou a maior parte do subcontinente indiano em um único estado e foi o maior império existente no subcontinente indiano. Na sua maior extensão, o Império Máuria estendia-se para o norte até as fronteiras naturais do Himalaia e para o leste até o que hoje é Assam. Para o oeste, alcançou além do Paquistão moderno, as montanhas Indocuche, no que hoje é o Afeganistão. O império foi estabelecido por Chandragupta Máuria, quando ele derrubou a dinastia Nanda.
Chandragupta expandiu rapidamente seu poder para o oeste através do centro e oeste da Índia e, por volta de 317 aC, o império ocupara totalmente o noroeste da índia. O Império Máuria derrotou Seleuco I Nicátor, o fundador do Império Selêucida, durante a guerra Seleucida-Máuria, ganhando território adicional a oeste do rio Indo. O filho de Chandragupta, Bindusara, sucedeu ao trono por volta de 297 aC. No momento em que ele morreu em c. 272 aC, uma grande parte do subcontinente indiano estava sob suserania dos Máuria. No entanto, a região de Kalinga (em torno dos dias modernos, Odisha) permaneceu fora do controle de Máuria, talvez interferindo em seu comércio com o sul.
Sob Chandragupta e seus sucessores, as atividades econômicas como o comércio interno e externo e agricultura prosperaram e e se expandiram através da Índia graças a criação de um único e eficiente sistema de finanças, administração e segurança. Após a Guerra de Calinga, o império experimentou quase meio século de paz e segurança sob Asoca. A Índia Máuria também gozou uma era de harmonia social, transformação religiosa e expansão das ciências e do conhecimento. A adesão de Chandragupta Máuria ao jainismo aumentou a reforma e renovação social e religiosa através de sua sociedade, enquanto a adesão de Asoca ao budismo tem sido considerado como a fundação do reino de paz e não-violência política e social através de toda a Índia. Asoca patrocinou a difusão dos ideais budistas no Seri Lanca, no Sudeste e Sudoeste Asiático e na Europa Meridional.<
O Arthashastra e os Editos de Açoca são os principais registros escritos dos tempos Máuria. O Império Máurian foi baseado em uma economia e sociedade modernas e eficientes. No entanto, a venda de mercadorias foi rigorosamente regulamentada pelo governo. Embora não houvesse bancos na sociedade Máuriana, a usura era costumeira. Uma quantidade significativa de registros escritos sobre a escravidão é encontrada, sugerindo uma prevalência dela. Durante este período, um aço de alta qualidade chamado aço Wootz foi desenvolvido no sul da Índia e posteriormente exportado para a China e a Arábia.

### Império Sunga
O Império Sunga era uma antiga dinastia indiana de Mágada que controlava áreas do subcontinente indiano central e oriental de aproximadamente 187 a 78 aC. A dinastia foi estabelecida por Pusiamitra Sunga, após a queda do Império Máuria. Sua capital era Pataliputra, mas depois imperadores como Bhagabhadra também realizaram uma corte em Besnagar (moderna Vidisha) no leste de Malwa.
Pusiamitra Sunga governou por 36 anos e foi sucedido por seu filho Agnimitra. Havia dez governantes Sunga. No entanto, após a morte de Agnimitra, o segundo rei da dinastia, o império rapidamente se desintegrou: [inscrições e moedas indicam que grande parte do norte e do centro da Índia consistia de pequenos reinos e cidades-estados independentes de qualquer hegemonia Sunga. A dinastia é conhecida por suas numerosas guerras com potências estrangeiras e indianas. Eles lutaram contra os Kalinga, a dinastia Satavana, o Reino Indo-Grego e possivelmente os Panchalas e Mitras de Mathura.
Arte, educação, filosofia e outras formas de aprendizado floresceram durante esse período, incluindo pequenas imagens de terracota, esculturas de pedra maiores e monumentos arquitetônicos, como a estupa em Bharhut e a renomada Grande Stupa em Sanchi. Os governantes do Sunga ajudaram a estabelecer a tradição do patrocínio real do aprendizado e da arte. A escrita usada pelo império era uma variante da escrita Brahmi e foi usada para escrever sânscrito.
O Império Sunga desempenhou um papel imperativo na cultura paternalista em uma época em que alguns dos desenvolvimentos mais importantes do pensamento hindu ocorriam. O Mahābhāṣya de Patanjali foi composto nesse período. Arte também progrediu com a ascensão do estilo de arte Mathura.
O último dos imperadores Sunga foi Devabhuti (83–73 a.C.). Ele foi assassinado por seu ministro (Vasudeva Kanva) e diz-se que foi superado com a companhia das mulheres. A dinastia Sunga foi então substituída pelas Kanvas subsequentes. A dinastia Kanva sucedeu os Sunga por volta de 73 a.C..

### Império Kanva
A dinastia Kanva ou Kanvayana foi uma dinastia de brâmanes que substituiu a dinastia Sunga em Magadha e governou na parte oriental da antiga Índia a partir de 75 a.C. e até 30 a.C.
O último governante da dinastia Sunga, Devabhuti, foi destronado por Vasudeva da dinastia Kanva em 75 a.C.. O novo governante Kanva permitiu que os reis do Sunga continuassem reinando na escuridão de um canto de seus antigos domínios, enquanto Magadha era governado por quatro governantes da dinastia Kanva. Sua dinastia foi expulsa do poder pela dinastia Satavana.

### Império Cuchana
O Império Cuchana, foi um Estado político que teve o seu auge de 105 d.C. à década de 250, localizado entre os territórios atuais do Tajiquistão, mar Cáspio, Afeganistão e vale do rio Ganges.
O império foi criado pela tribo dos cuchãs (igualmente mencionada como kushans, cuchans, e kuei-shangs), que, por sua vez, pertencia à etnia dos iuechis, que vive atualmente em Xinjiang, na China e que possivelmente está relacionada com os tocarianos.
O império teve relações diplomáticas importantes com o Império Romano, com o Império Sassânida e com a China, em grande parte pela sua posição geográfica, num local de passagem entre o Ocidente e o Oriente.
Foi durante o domínio do Cuchanas sobre regiões do norte da Índia que começaram a ser produzidas as primeiras representações humanas da figura de Sidarta Gautama, o fundador do budismo (até então, era considerado desrespeitoso representá-lo desta forma: ele era representado sob formas simbólicas, como uma árvore, uma roda ou uma estupa). Seguindo o exemplo dos budistas, também os deuses hindus começaram a ser representados sob a forma de estátuas antropomórficas. Os cuchanas transferiraM a capital de seu império para Puruxapura (a atual Pexauar, no Paquistão), deslocando, em direção à Índia, o centro de gravidade do império.
O Império Cuchana se fragmentou em reinos semi-independentes no século III, que caíram sob o domínio dos sassânidas, que invadiram pelo oeste. No século IV os Guptas, uma dinastia indiana, também pressionavam a partir do leste. Os últimos reinos cuchanos foram finalmente dominados por invasores do norte, conhecidos como heptalitas.

### Império Satavana
Os Satavanas foram baseados a partir de Amaravati em Andra Pradexe, bem como Junar (Pune) e Prathisthan (Paithan) em Maarastra. O território do império cobria grandes partes da Índia a partir do século I a.C. em diante. Os Satavanas começaram como vassalos da dinastia Máuria, mas declararam independência com seu declínio. Foram contemporâneos do Império Máuria tardio e depois dos Impérios Sunga e Kanva.
Os Satavanas são conhecidos por seu patrocínio do hinduísmo e do budismo, que resultou em monumentos budistas de Ellora (um Patrimônio Mundial da UNESCO) para Amaravati. Eles foram um dos primeiros estados indianos a emitir moedas com seus governantes em relevo. Eles formaram uma ponte cultural e desempenharam um papel vital no comércio, bem como na transferência de ideias e cultura para e da planície indo-gangética até o extremo sul da Índia.
Eles tiveram que competir com o Império Sunga e depois com a dinastia Kanva de Magadha para estabelecer seu domínio. Mais tarde, eles desempenharam um papel crucial para proteger grande parte da Índia contra invasores estrangeiros como os Sacas, iavanas e Palavas. Em particular, suas lutas com os Kshatrapas Ocidentais duraram muito tempo. Os notáveis governantes da dinastia Satavana, Gautamiputra Satakarni e Sri Yajna Sātakarni foram capazes de derrotar os invasores estrangeiros como os Kshatrapas ocidentais e impedir sua expansão. No século III o império foi dividido em estados menores.

## Império Gupta
Os guptas foram uma dinastia nativa da Índia que se opôs aos invasores de noroeste. Nos séculos IV e V, a dinastia Gupta unificou a Índia setentrional. Naquele período, conhecido como a Idade do Ouro indiana, a cultura, a política e a administração hindus atingiram patamares sem precedentes. Com o colapso do império no século VI, a Índia voltou a ser governada por diversos reinos regionais.
Suas origens são, em grande medida, desconhecidas. O viajante chinês I-tsing fornece a mais antiga prova da existência de um reino gupta em Mágada. Acredita-se que os puranas védicos foram redigidos naquela época; deve-se ao Império Gupta, também, a invenção dos conceitos de zero e infinito e os símbolos para o que viria a ser conhecido como os algarismos arábicos (1-9). O império chegou ao fim com o ataque dos hunos brancos provenientes da Ásia Central. Uma linhagem menor do clã gupta, que continuou a reinar em Mágada após a desintegração do império, foi finalmente destronada pelo Harshavardhana, que reunificou o norte do subcontinente na primeira metade do século VII.

### Invasão dos hunos brancos
Os hunos brancos aparentemente integravam o grupo heftalita que se estabeleceu no território correspondente ao Afeganistão na primeira metade do século V, com capital em Bamiã. Foram os responsáveis pela queda do Império Gupta, encerrando o que os historiadores consideram uma Idade do Ouro da Índia setentrional. Entretanto, grande parte do Decão e a Índia meridional mantiveram-se ao largo dos sobressaltos ocorridos ao norte.
O imperador gupta Skandagupta repeliu uma invasão huna em 455, mas os hunos brancos continuaram a pressionar a fronteira noroeste (atual Paquistão) e terminaram por penetrar o norte da Índia no final do século V, de maneira a acelerar a desintegração do Império Gupta. Após o século VI, há poucos registros na Índia acerca dos hunos. Seu destino é incerto: alguns estudiosos pensam que os invasores foram assimilados pela população local; outros sugeriram que os hunos seriam os ancestrais dos rajaputros.

## Reinos médios tardios
Esta fase histórica pode ser definida como o período entre a queda do Império Gupta e as conquistas de Harshavardhana, por um lado, e o surgimento dos primeiros sultanatos islâmicos na Índia com o correlato declínio do Império meridional Vijaynagar, no século XIII, por outro. Naquela fase destacaram-se o Reino Chola, no território correspondente ao norte de Tâmil Nadu, e o Reino Chera, no que é hoje Kerala. Os portos da Índia meridional dedicavam-se então ao comércio do Oceano Índico, especialmente de especiarias, com o Império Romano (depois com o Império Bizantino e com os Califados muçulmanos) a oeste e os estados do sudeste da Ásia, como o Império Serivijaia, a leste. No norte, estabeleceu-se o primeiro dos Rajaputros, uma série de reinos que sobreviveria em certa medida por quase um milênio até a independência indiana frente aos britânicos. O período assistiu uma produção artística considerada a epítome do desenvolvimento clássico; os principais sistemas espirituais e filosóficos locais continuaram a ser o hinduísmo, o budismo e o jainismo.
No norte, sucederam o império formado por Harsavardana as dinastias Pratiara, de Malwa (no atual Rajastão), Pala, de Bengala, e Rastracuta, do Decão, entre os séculos VII e IX. No sul e no centro surgiram o Império Chaluquia em Badami (no atual Carnataca), e Palavi em Canchipuram (no atual Tâmil Nadu), entre os séculos VI e VIII.

### Império Chola
Os cholas emergiram como o império mais poderoso do subcontinente no século IX e mantiveram seu domínio até o século XII. Como uma dinastia de origem tâmil, seu centro de poder localizava-se no sul da península indiana. Seu zênite ocorreu durante os séculos X, XI e XII, quando governavam um território que incluía o sul do subcontinente, as ilhas Maldivas e parte do Ceilão, chegando em certo momento até o Ganges, ao norte, e ao Arquipélago Malaio, ademais de certos pontos ao longo do Golfo de Bengala.
Enquanto os cholas dominavam o sul, ao norte três reinos disputavam a supremacia: os Pratiaras, no atual Rajastão, o Império Pala, nos atuais Biar e Bengala, e os Rastracutas, no Decão.

### Rajaputros
A história registra os primeiros reinos rajaputros no Rajastão a partir do século VII, mas foi nos séculos IX a XI que passaram a participar ativamente os acontecimentos no subcontinente. As diversas dinastias rajaputras posteriormente governaram boa parte da Índia setentrional. Como regra geral, os rajaputros, devido a sua localização no norte do subcontinente indiano, foram os que mais enfrentaram as invasões islâmicas e a subsequente expansão dos sultanatos muçulmanos. Em período histórico posterior, cooperaram com o Império Mogol.

## Invasão islâmica
A invasão do subcontinente indiano por tribos e impérios estrangeiros foi frequente ao longo da história, e costumava terminar com o invasor absorvido pelo cadinho sociocultural indiano. A diferença, na fase histórica em apreço, é que os Estados muçulmanos invasores - em geral, de origem turcomana - mantiveram, uma vez instalados no subcontinente, seu caráter islâmico, com repercussões até os dias de hoje.
A primeira incursão muçulmana (árabe omíada) de monta ocorreu no século VIII, contra o Baluchistão, Sinde e o Panjabe, resultando em Estados islâmicos sobre os quais o controle do Califado era muito tênue. No início do século XI, a dinastia gasnévida (de Gásni, cidade do atual Afeganistão), de origem turcomana, avançou sobre o oeste e o norte da Índia, conquistando o Panjabe; a Caxemira, o Rajastão e Guzerate permaneceram sob controle dos rajaputros. No século XII, os góridas, uma dinastia também turcomana e originalmente do Afeganistão, venceram o Império Gasnévida e alguns rajás do norte da Índia e lograram conquistar Déli, ali fundando (já no século XIII) o Sultanato de Déli.

### Sultanato de Déli
O Sultanato de Déli (1206-1526) expandiu-se rapidamente até incluir a maior parte da Índia setentrional, do passo Khyber até Bengala. Posteriormente, conquistou o Guzerate e Malwa e voltou-se para o sul, chegando até o atual Tâmil Nadu. A expansão para o sul continuou pelas mãos do Sultanato de Bamani, que se separara de Déli, e dos cinco sultanatos independentes do Decão, sucessores de Bamani após 1518. O Reino de Bisnaga dos hindus uniu o sul da Índia e bloqueou o avanço muçulmano até cair frente aos sultanatos decanis, em 1565.
Durante o período do Sultanato de Delhi, houve uma síntese da civilização indiana com a civilização islâmica, e a maior integração do subcontinente indiano com um sistema mundial crescente de redes internacionais mais amplas, abrangendo grandes partes da Afro-Eurásia, que tiveram um impacto significativo sobre a cultura e a sociedade indianas, assim como o mundo em geral. O tempo de seu governo incluiu as primeiras formas de arquitetura indo-islâmica, maior uso de tecnologia mecânica, aumento das taxas de crescimento da população e economia da Índia, deixou monumentos duradouros sincréticos na música, literatura, religião e vestuário, como também levou ao surgimento do idioma hindustani. Supõe-se que este idioma tenha nascido durante o período do Sultanato de Délhi como resultado da mistura dos falantes locais dos prácritos sânscritos com os imigrantes que falavam persa, turco e árabe sob os governantes muçulmanos. O Sultanato de Délhi é o único império indo-islâmico a entronizar uma das poucas governantes do sexo feminino na Índia, Razia Sultana (1236-1240). O Sultanato, no entanto, também foi responsável pela destruição em larga escala e profanação de templos no subcontinente indiano, embora isso não fosse incomum na guerra medieval indiana, onde reinos hindus e budistas também profanaram templos de reinos inimigos.
Talvez a contribuição mais importante do Sultanato tenha sido seu sucesso temporário em isolar o subcontinente da potencial devastação provocada pela invasão mongol da Ásia Central no século XIII. O Sultanato de Déli foi conquistado e sucedido pelo Império Mogol.

## Império Mogol

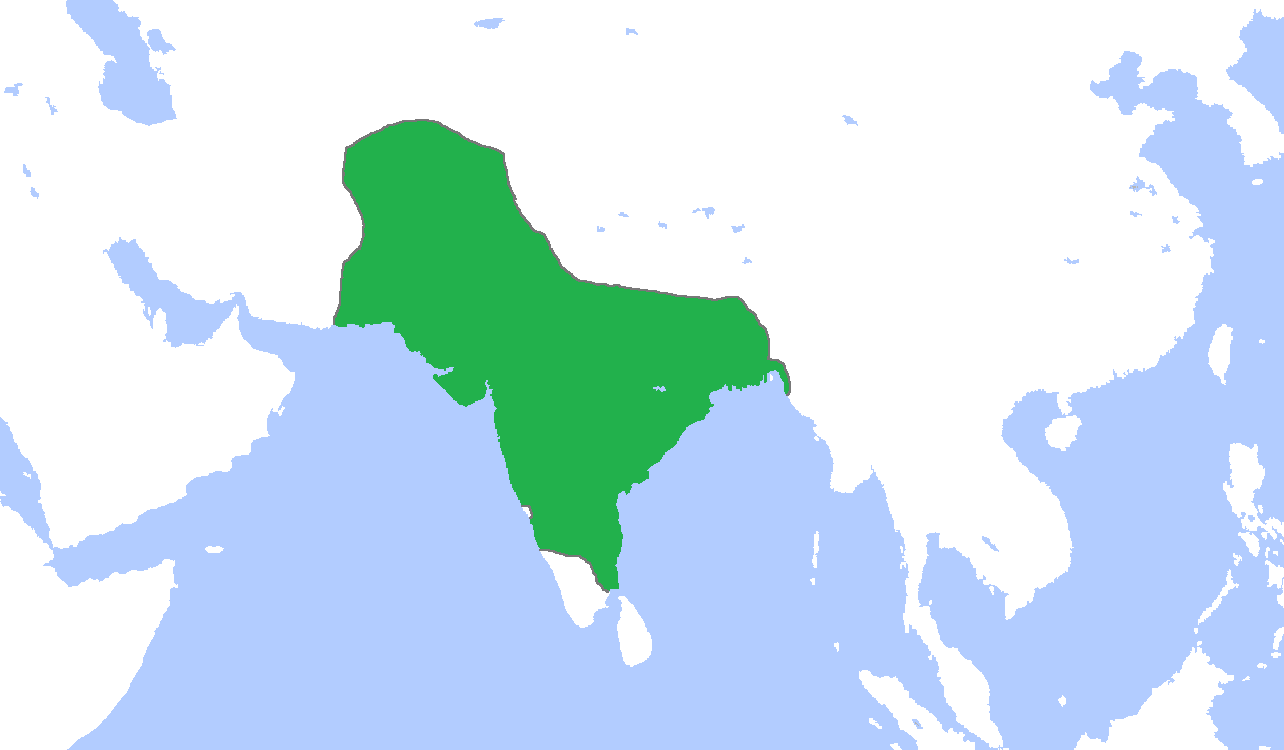
Mapa do subcontinente indiano com o Império Mogol em destaque

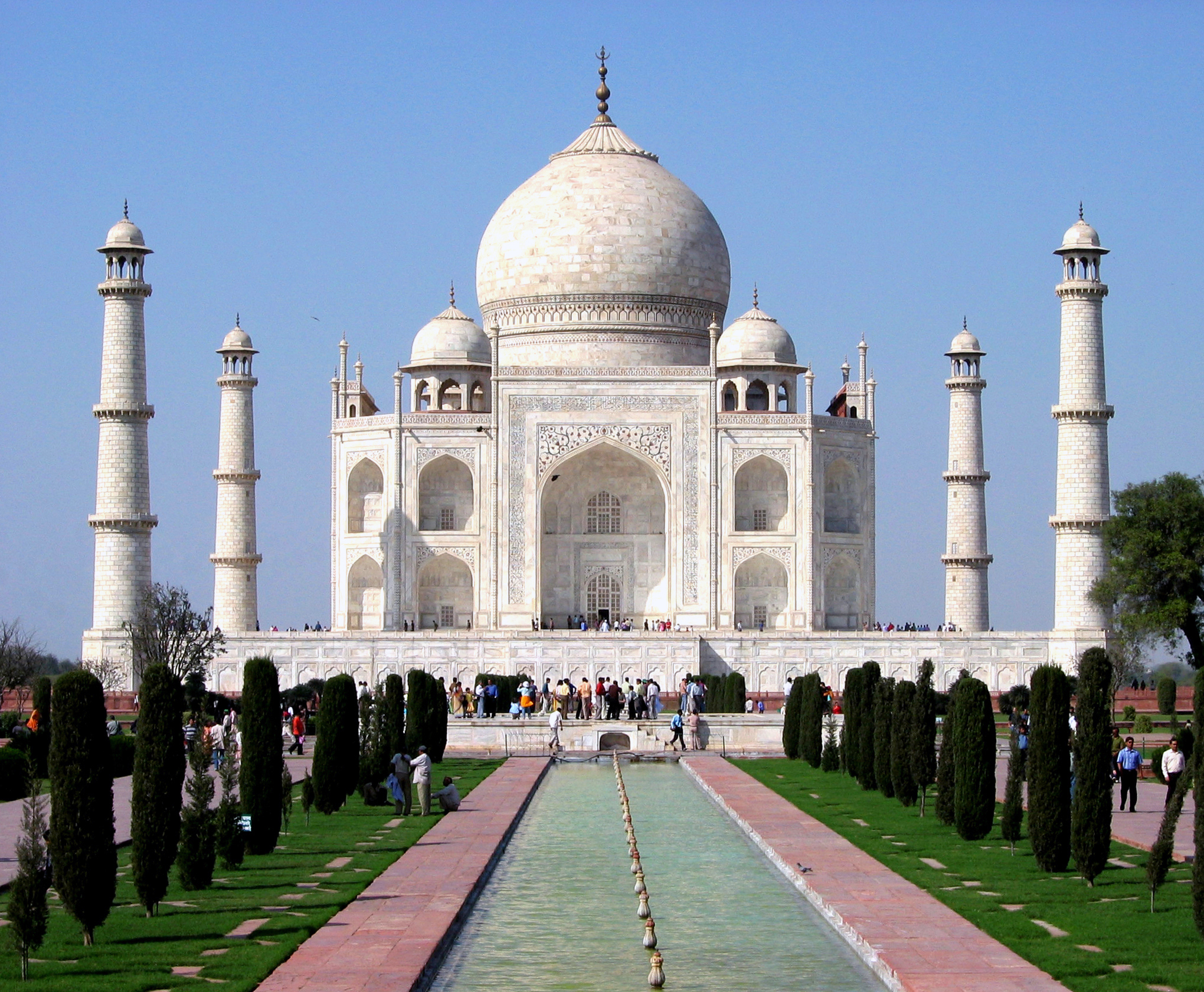
O Taj Mahal, construído pelo Grão-Mogol Xá Jeã

Em 1526, um descendente de Tamerlão chamado Babur, de origem turco-perso-mongol, atravessou o Passo Khyber, invadiu o subcontinente e estabeleceu o que viria a ser o Império Mogol, que perduraria por mais de dois séculos e cobriria um território ainda maior do que o do Império Máuria. Por volta de 1600, a dinastia mogol já controlava a maior parte do subcontinente; entrou em declínio após 1707 e foi finalmente defenestrada pelos britânicos em 1857, após a revolta dos sipais. Este período foi marcado por grandes mudanças sociais, ocorridas numa sociedade de maioria hindu governada por grão-mogóis (imperadores) muçulmanos que, alguns, adotavam uma postura de tolerância religiosa, outros, destruíam templos hindus e cobravam impostos dos não-muçulmanos.
Da mesma maneira pela qual os conquistadores mongóis da China e da Pérsia haviam adotado a cultura local, os mogóis professavam uma política de integração com a cultura indiana que contribui para explicar o seu sucesso em comparação com o Sultanato de Déli. Os grão-mogóis casaram-se com a realeza local, aliaram-se com marajás e procuraram fundir a sua cultura turco-persa com as tradições indianas.
Foi o segundo maior império a ter existido no subcontinente indiano, e ultrapassou a China para se tornar a maior potência econômica do mundo, controlando 24,4% da economia mundial, e líder mundial em manufatura, produzindo 25% da produção industrial global. O aumento econômico e demográfico foi estimulado pelas reformas agrárias dos grãos-mogois que intensificaram a produção agrícola, uma economia proto-industrializante que começou a se mover em direção à manufatura industrial, e um grau relativamente alto de urbanização para sua época.
O Império Mogol governou a maior parte da Índia no início do século XVIII. O "período clássico" terminou com a morte e a derrota do imperador Aurangzeb em 1707 pelo crescente Império Maratha Hindu, embora a dinastia tenha continuado por mais 150 anos.

## Era pós-mogol

### Império Marata
O Império Marata (posteriormente conhecido como Confederação Marata) foi um Estado hindu que existiu entre 1674 e 1818 e que esteve frequentemente em guerra com o Império Mogol muçulmano, contribuindo para o declínio deste último. O Império Marata estava localizado no sudoeste da Índia atual e expandiu-se enormemente sob o domínio dos Peshwas, os primeiros ministros do império Maratha. Foi a força predominante no subcontinente durante a maior parte do século XVIII e logrou conter o avanço dos colonizadores britânicos. Uma grande parte do Império Maratha era litorâneo, o que havia sido assegurado pela poderosa Marinha Maratha sob comando de comandantes como Kanhoji Angre. Ele foi muito bem sucedido em manter os navios de guerra estrangeiros longe do litoral indiano, particularmente aqueles dos portugueses e britânicos. Assegurar as áreas costeiras e construir fortificações terrestres foram aspectos cruciais da estratégia defensiva dos Maratha e da história militar regional. Em 1761, o exército marata perdeu a Terceira Batalha de Panipat, que interrompeu a expansão imperial e o império foi então dividido em uma confederação de estados. Disputas internas e três guerras anglo-maratas (final do século XVIII e início do XIX) puseram fim a confederação, cujo território foi em grande medida anexado ao Império Britânico, embora algumas regiões se tenham mantido nominalmente independentes como Estados principescos vinculados à Índia britânica.

### Panjabe
Entre 1716 e 1799, o Panjabe foi governado por um conjunto de Estados siques de médio porte conhecido como Confederação Sique. Embora em termos políticos a confederação fosse descentralizada, os Estados integrantes eram unidos em torno de uma cultura e religião comuns, representados pela religião sique. As duas guerras anglo-siques (1845 a 1849) resultaram na absorção do Panjabe pela Índia britânica.

### Economia
A instabilidade política resultante da queda dos Império Mogol e posteriormente do Império Marata criou conflitos armados que afetaram severamente a vida econômica em várias partes do país, embora isto fosse compensado, em parte, pela prosperidade localizada nos novos reinos provinciais.

## Era colonial

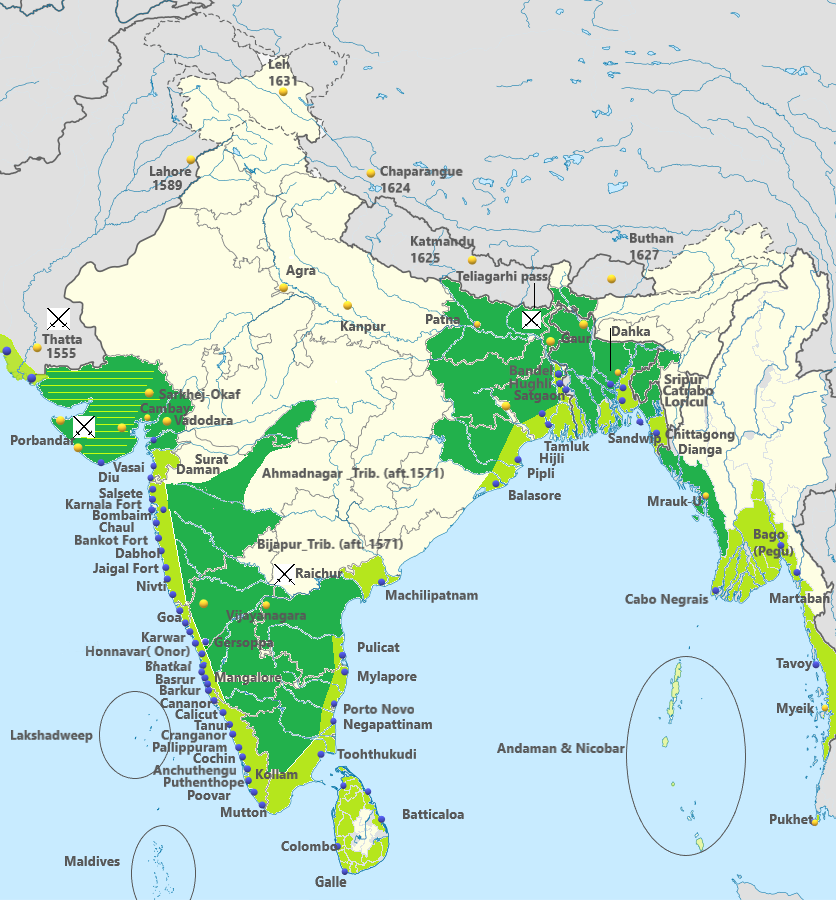
Presença portuguesa na India, Himalaias e Golfo de Bengala na máxima expansão entre o séc. 16 e 17.

A descoberta da rota marítima para a Índia em 1498, por Vasco da Gama, sinalizou o início do estabelecimento de territórios controlados pelas potências europeias no subcontinente. Os portugueses constituíram bases em Goa, Damão, Diu e Bombaim, dentre outras. Seguiram-se os franceses e os neerlandeses no século XVII.
Estado da Índia portuguesa
O Estado da Índia (em hindi: भारत राज्य), ou Índia Portuguesa, foi, sobretudo, um conjunto de cidades portuárias e fortalezas instaladas na costa da África e da Ásia, desde o Cabo da Boa Esperança, a oeste, até Molucas, Macau e Nagasáqui, a leste. As possessões individuais foram conquistadas ou adquiridas por meio do estabelecimento de um contrato com o governante respectivo. Sua existência remonta aos anos de 1505 a 1961, sofrendo variações geográficas ao longo de seus mais de quatro séculos de existência.
O Estado da Índia foi fundado em 1505, seis anos após a descoberta da rota entre Portugal e o subcontinente indiano, com vista a servir de referência administrativa para uma cadeia de fortificações, feitorias e colónias ultramarinas. O primeiro vice-rei foi D. Francisco de Almeida, que estabeleceu o seu governo em Cochim. Os governadores subsequentes não receberam o título de vice-rei. Em 1510, a capital do Estado da Índia foi transferida para Goa. No transcurso do século XVI ocorreu a expansão e estabilização na luta contra várias estruturas estatais asiáticas, comandadas por muçulmanos de origem árabe e turcos otomanos. No entanto, os portugueses nunca conseguiram exercer plenamente o poder nas zonas do estreito de Malaca ou dominar o mar Vermelho, mesmo após o contorno do cabo da Boa Esperança (1498), mas exerceram o monopólio, por muito tempo, sobre a única rota marítima de produtos orientais para os mercados europeus. Antes do século XVIII, o governador português ali estabelecido exercia sua autoridade em todas as possessões portuguesas no oceano Índico, desde o cabo da Boa Esperança, a oeste, passando pelas ilhas Molucas, Macau e Nagasáqui ao leste.

### Índia britânica
Em 31 de dezembro de 1600, a Rainha Isabel I da Inglaterra outorgou uma carta real à Companhia Britânica das Índias Orientais para comerciar com o oriente. Os primeiros navios da companhia chegaram à Índia em 1608, aportando em Surate, no que é hoje Guzarate.
Quatro anos mais tarde, comerciantes ingleses derrotaram os portugueses numa batalha naval e com isso ganharam a simpatia do imperador mogol Jahangir. Em 1615, o Rei Jaime I enviou um embaixador à corte mongol, negociando-se então um tratado de comércio pelo qual a companhia poderia erguer postos comerciais na Índia em troca de bens europeus. A companhia comerciava itens como algodão, seda, salitre, índigo e chá.
Em meados do século XVII, a companhia havia estabelecido postos comerciais nas principais cidades indianas, como Bombaim, Calcutá e Madras, ademais da primeira feitoria em Surat, erguida em 1612. Em 1670, o Rei Carlos II outorgou à companhia o direito de adquirir território, formar um exército, cunhar moeda e exercer jurisdição em áreas sob seu controle.
No final do século XVII, a companhia havia se tornado um "país" no subcontinente indiano, com considerável poder militar, e administrava três "presidências" (administrações coloniais regionais).
Os britânicos estabeleceram uma base territorial no subcontinente pela primeira vez quando tropas financiadas pela companhia derrotaram o Nababo bengalês Siraj Ud Daulah na batalha de Plassey, em 1757. As riquezas bengalesas foram expropriadas, o comércio local foi monopolizado pela companhia e a Bengala tornou-se um protetorado sob controle direto britânico. A fome de 1769 a 1773, causada pela exigência de que os fazendeiros e artesãos bengaleses trabalhassem  por remuneração irrisória, matou dez milhões de pessoas. Catástrofe semelhante ocorreu quase um século depois, depois que o Reino Unido estendeu o seu controle sobre o subcontinente, quando 40 milhões de indianos morreram de fome em meio ao colapso da indústria local, e 7 milhões de bengalis apenas durante a Segunda Guerra Mundial, mais do que o holocausto judeu da mesma época.

### Expansão territorial britânica
Em 1773, o parlamento britânico instituiu o cargo de governador-geral da Índia.
Na virada para o século XIX, o governador-geral Lorde Wellesley começou a expandir os domínios da companhia em grande escala, ao derrotar Tipu Sahib, anexar Mysore, na Índia meridional, e remover a influência francesa do subcontinente. Em meados daquele século, o governador Dalhousie lançou a expansão mais ambiciosa da companhia, ao derrotar os siques nas Guerras Anglo-Siques (o que lhe permitiu anexar o Panjabe) e subjugar a Birmânia na Segunda Guerra Anglo-Birmanesa. Dalhousie também tomou pequenos Estados principescos como Satara, Sambalpur, Jhansi e Nagpur, com base na chamada "doutrina da preempção", segundo a qual a companhia poderia anexar qualquer principado cujo governante morresse sem herdeiros do sexo masculino. A anexação de Oudh em 1856 foi a última aquisição territorial da companhia, pois o ano seguinte viu a eclosão da revolta dos sipaios.

### Revolta dos Sipaios
A  Revolta dos Sipaios foi um período prolongado de levantes armados e rebeliões na Índia setentrional e central contra a ocupação britânica daquela porção do subcontinente em 1857 a 1858. Pequenos incidentes de descontentamento em janeiro, envolvendo incêndios criminosos em acantonamentos, foram os precursores da rebelião. Posteriormente, uma revolta em grande escala estalou em maio e tornou-se uma guerra aberta nas regiões afetadas.
A rebelião começou a se espalhar para além das forças armadas, embora não tenha sido tão popular quanto seus líderes esperavam. Os indianos não estavam totalmente unidos. Enquanto Badur Xá II, o último imperador da dinastia Mogol, foi restaurado ao seu trono imperial com poder real e eficaz, havia facções que queriam que o trono fosse ocupado por Nana Sahib da dinastia hindu Marata (temendo uma ressurreição do Império Mogol), e, enquanto isso, os awadhis (o atual Estado de Utar Pradexe) queriam manter o poder que seu Nababo tinha antes da ocupação britânica.
Por outro lado, os siques do Panjabe não desejavam a restauração do Império Mogol, assim como aos xiitas não interessava o renascimento de um Estado sunita. O sul da Índia permaneceu fora do conflito.
Dois meses depois, tropas britânicas derrotaram o principal exército sipai nas cercanias de Déli e, com o auxílio de forças siques, pastós e gurcas, sitiaram a cidade. Déli foi tomada pelos britânicos após semanas de combates de rua, Badur Xá II foi preso e seus filhos, executados.
O conflito causou o fim do  governo da Companhia Britânica das Índias Orientais e o início da administração direta de grande parte do território indiano pela coroa britânica (Raj britânico) pelos noventa anos seguintes, embora alguns estados (chamados coletivamente de "Estados principescos") mantivessem uma independência nominal e continuassem a ser governados pelos respectivos marajás, rajás e nababos.
Alguns dentre os modernos indianos consideram a revolta dos sipais o primeiro movimento de independência de seu país.

### Raj Britânico
Do ponto de vista formal, o termo "Índia britânica" aplicava-se apenas às porções do subcontinente governadas diretamente pela administração britânica em Deli e, anteriormente, Calcutá. A maior parte do território do subcontinente sob influência britânica naquela época não era governada diretamente pelos britânicos: os chamados "Estados principescos" eram nominalmente independentes, governados pelos seus marajás, rajás, thakurs e nababos, quem reconheciam o monarca britânico como seu suserano feudal por meio de tratados. A união política resultante foi também conhecida como Império Indiano (depois de 1876 os passaportes se expediam sobre este nome).
Áden passou a integrar a Índia britânica a partir de 1839; a Birmânia, a partir de 1886. Ambos tornaram-se colônias separadas do Império Britânico em 1937. Embora o Sri Lanka (antigo Ceilão) possa ser considerado parte do subcontinente indiano, não integrava a Índia britânica, pois era governado como uma colônia diretamente de Londres e não pelo vice-rei da Índia.
O Estado Português da Índia e a Índia Francesa eram formadas por pequenos enclaves costeiros governados por Portugal e França, respetivamente. Foram integrados à Índia após a independência indiana.

### Economia
O domínio da Companhia Britânica das Índias Orientais sobre o subcontinente indiano trouxe grandes mudanças nas políticas tributária e agrária, que tenderam a promover o comércio agrícola, causando a diminuição da plantação de gêneros alimentícios, o empobrecimento das massas, a perda de terras pelos fazendeiros e escassez alimentar. A política econômica inglesa na Índia causou um severo declínio no artesanato e no setor têxtil, devido à redução da demanda e ao aumento do desemprego. Após a remoção das restrições internacionais pelo Ato de 1813, o comércio indiano expandiu-se substancialmente. O resultado foi uma significativa transferência de capital da Índia para a Inglaterra, que, devido à política colonial dos ingleses, levou a uma fuga maciça de receita ao invés de qualquer esforço sistemático de modernização da economia nacional.

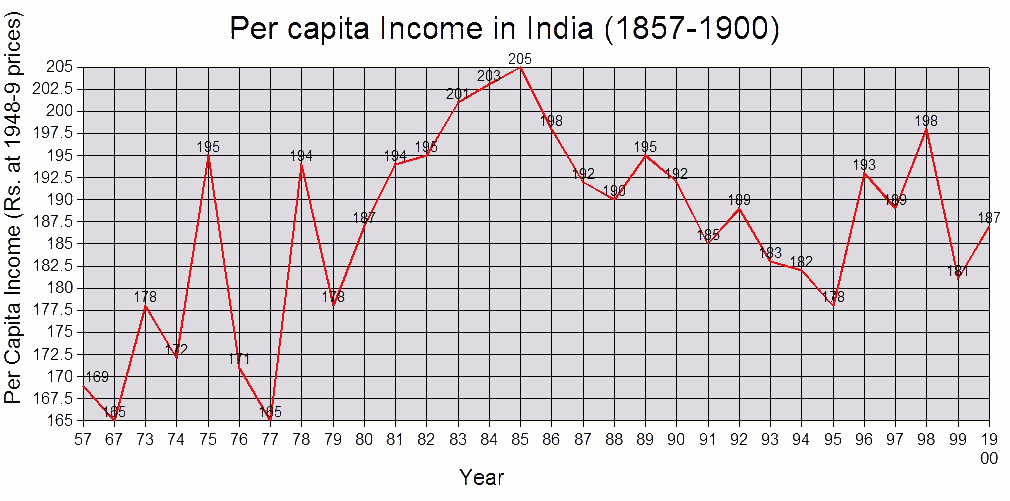
Estimativa da renda per capita da Índia entre 1857 e 1900 tendo, como parâmetro, os preços de 1948–49

A colonização da Índia pelos britânicos criou um ambiente institucional que, no papel, garantia o direito a propriedade entre os colonizadores, incentivando o livre comércio e o desenvolvimento de uma moeda única com taxas de câmbio fixas, pesos e medidas padronizadas e mercado de capitais. Também estabeleceu um sistema bem desenvolvido de ferrovias e telégrafos, um serviço civil que visava a ser livre de qualquer interferência política e um sistema legal baseado na Lei Comum. Isso coincidiu com grandes mudanças na economia mundial - industrialização e o crescimento significativo da produção e do comércio. No entanto, no final do regime colonial, a Índia herdou uma economia que era uma das mais pobres entre os países em desenvolvimento, com um crescimento industrial paralisado, agricultura incapaz de alimentar uma população em rápido crescimento, uma força de trabalho em larga escala iletrada e desqualificada e uma infraestrutura extremamente inadequada.

## Movimento de independência
Após a Primeira Guerra Mundial, onde alguns milhares de indianos serviram, um novo período começou. Ele foi marcado por reformas britânicas, mas também por uma legislação mais repressiva; pelas reivindicações cada vez mais estridentes da população indiana por independência e pelo começo de um movimento não violento de não cooperação, do qual Mohandas Karamchand Gandhi se tornaria o líder e símbolo de resistência. Durante os anos 1930, uma lenta reforma legislativa foi promulgada pelos britânicos e o Congresso Nacional Indiano saiu vitorioso nas eleições seguintes.
Organizações sociais fundadas no final do século XIX e início do XX para defender os interesses indianos junto ao governo da Índia britânica transformaram-se em movimentos de massa contra a presença britânica no subcontinente, agindo por meio de ações parlamentares e resistência não-violenta. Após a partição da Índia, ou seja, a separação do antigo Raj britânico entre a República da Índia e o Paquistão, em agosto de 1947, o mundo testemunhou a maior migração maciça da história, quando um total de 12 milhões de hindus, siques e muçulmanos cruzaram a fronteira da Índia com o Paquistão Ocidental e a fronteira da Índia com o Paquistão Oriental.

## Índia do presente
A história da República da Índia começa em 26 de janeiro de 1950. O país tornou-se uma nação independente dentro da Comunidade Britânica em 15 de agosto de 1947.
O líder do Congresso Nacional Indiano, Jawaharlal Nehru, tornou-se o primeiro primeiro-ministro da Índia, mas o líder mais associado à luta pela independência, Mahatma Gandhi, não aceitou nenhum cargo. A nova constituição de 1950 tornou a Índia um país democrático.
A nação enfrentou a violência religiosa, o casteísmo, o naxalismo, o terrorismo e as insurgências separatistas regionais, especialmente em Jammu, Caxemira e estados no nordeste do país. A Índia tem disputas territoriais não resolvidas com a China, que em 1962 se transformou na Guerra Sino-Indiana, e com o Paquistão, que resultou em guerras em 1947, 1965, 1971 e 1999. A Índia foi neutra na Guerra Fria, mas comprou suas armas militares a União Soviética, enquanto seu arqui-inimigo Paquistão estava intimamente ligado aos Estados Unidos e à República Popular da China.
A Índia é um estado com armas nucleares, tendo conduzido seu primeiro teste nuclear em 1974, seguido por outros cinco testes em 1998. Dos anos 1950 aos anos 80, a Índia seguiu políticas de inspiração socialista. A economia foi influenciada pela extensa regulamentação, protecionismo e propriedade pública, levando à corrupção generalizada e ao lento crescimento econômico. A partir de 1991, as reformas econômicas neoliberais transformaram a Índia na terceira maior e uma das economias que mais crescem no mundo, embora a corrupção continue sendo um problema generalizado. Hoje, a Índia é uma grande potência mundial com uma voz proeminente nos assuntos globais e está buscando um assento permanente no Conselho de Segurança das Nações Unidas. Muitos economistas, analistas militares e especialistas acreditam que a Índia se torne uma superpotência no futuro próximo.